# 칼 크루

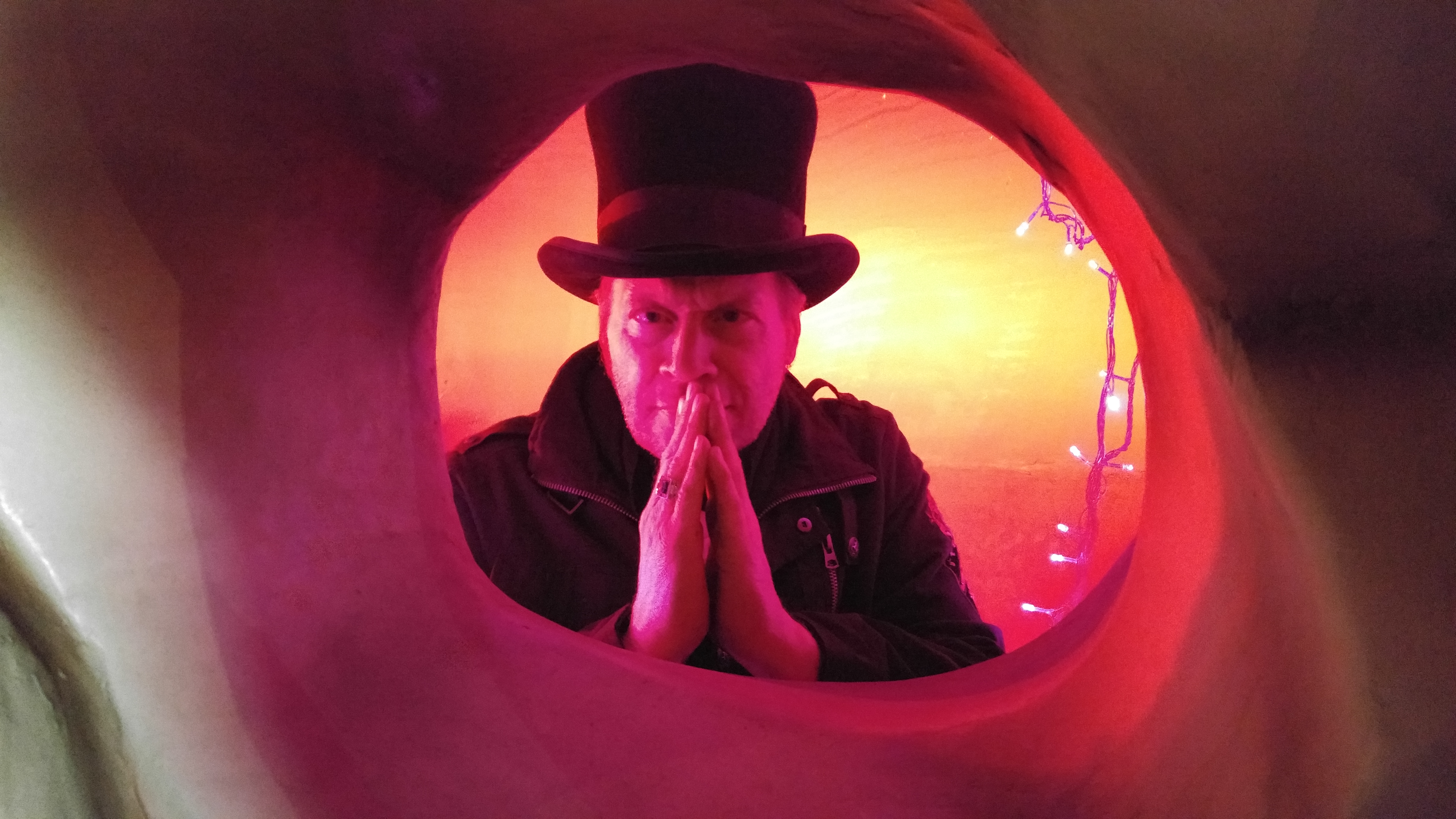

칼 크루(Carl Crew, 1961년 8월 2일 ~ )는 미국의 배우, 각본가이다. 작가, 예술가이기도 하며 노스할리우드 나이트클럽 캘리포니아 비정상예술 연구소(California Institute of Abnormalarts)의 공동 소유주이다.

## 영화
- 언더러치브 (1987년)
- 블러드 디너 (1987년)